# Iván González (futbolista)
Iván Garrido González (Parla, Comunidad de Madrid, 2 de febrero de 1990), más conocido como Iván González, es un futbolista español que juega en el C. D. Toledo de la Tercera Federación. Su demarcación habitual es la de defensa.

## Trayectoria
Se formó en las categorías inferiores del Real Madrid Club de Fútbol, con el que llegó a formar parte de la plantilla del Real Madrid C. F. "C". En 2012 fichó por el R. C. Deportivo de La Coruña "B", y posteriormente militó en la U. B. Conquense, Racing de Ferrol y Cultural Leonesa, equipo con el que jugó en Segunda División y Segunda División B.
En agosto de 2020, tras cinco temporadas y 167 partidos jugados, puso fin a su carrera en la Cultural y en España y se marchó a la India para jugar en el Football Club Goa de la Superliga, a las órdenes del técnico español Juan Ferrando. En abril de 2022 firmó por el East Bengal F. C. hasta 2024.
Dejó la India un año antes de lo previsto y en noviembre de 2023 regresó al fútbol español después de incorporarse al C. D. Toledo.

## Clubes
| Club                             | País                | Año             |
| -------------------------------- | ------------------- | --------------- |
| Real Madrid C. F. "C"            | Bandera de España   | 2008-2012       |
| R. C. Deportivo de La Coruña "B" | Bandera de España   | 2012-2013       |
| U. B. Conquense                  | Bandera de España   | 2013-2014       |
| Cultural Leonesa                 | Bandera de España   | 2014-2015       |
| Racing de Ferrol                 | Bandera de España   | 2015-2016       |
| Cultural Leonesa                 | Bandera de España   | 2016-2020       |
| F. C. Goa                        | Bandera de la India | 2020-2022       |
| East Bengal F. C.                | Bandera de la India | 2022-2023       |
| C. D. Toledo                     | Bandera de España   | 2023-actualidad |